# Bay Saint Louis, Mississippi
Bay Saint Louis là một thành phố thuộc quận Hancock, tiểu bang Mississippi, Hoa Kỳ. Năm 2010, dân số của thành phố này là 9 260 người.

## Dân số
- Dân số năm 2000: 11 423 người.
- Dân số năm 2010: 9 260 người.